# 1947-es finn labdarúgó-bajnokság (első osztály)
Az 1947-es finn labdarúgó-bajnokság (Mestaruussarja) a finn labdarúgó-bajnokság legmagasabb osztályának tizenhetedik alkalommal megrendezett bajnoki éve volt. A pontvadászat 4 csapat részvételével zajlott. A bajnokságot a HIFK Helsinki csapata nyerte.

## Bajnokság végeredménye
| # | Csapat        | M | Gy | D | V | RG | KG | Pont |
| - | ------------- | - | -- | - | - | -- | -- | ---- |
| 1 | HIFK Helsinki | 3 | 2  | 0 | 1 | 10 | 5  | 4    |
| 2 | TuTo Turku    | 3 | 2  | 0 | 1 | 7  | 6  | 4    |
| 3 | KTP Kotka     | 3 | 1  | 0 | 2 | 6  | 9  | 2    |
| 4 | VIFK Vaasa    | 3 | 1  | 0 | 2 | 5  | 8  | 2    |

- HIFK Helsinki  3-2 TuTo Turku

## Külső hivatkozások
- Hivatalos honlap (finnül)
- Finnország – Az első osztály tabelláinak listája az RSSSF-en (angolul)